# Lost (聯合公園單曲)

《Lost》是一首來自美國搖滾樂團聯合公園的作品。最初在2003年樂團錄製的第二張專輯《天空之城—美特拉》期間創作完成。然而，由於專輯發行當時的市場趨勢和樂團想要呈現的音樂風格考量，這首歌曲未能及時公開。最後在主唱查斯特·班寧頓過世後六年，2023年2月10日，作為專輯二十週年紀念重新發行的第一支單曲正式發行。

## 背景
這首歌曲最初是在2002年錄製的，當時聯合公園正在為他們的第二張錄音室專輯《天空之城—美特拉》錄製素材。在2023年1月下旬，樂隊在他們的網站上暗示將發布新作品，設置倒計時和尋寶遊戲，該歌曲於2023年2月10日正式發行，以宣傳樂隊重新發行《天空之城—美特拉》的20週年紀念版。
麥克·篠田寫道：“找到這首歌就像找到了一張你忘記拍過的珍藏照片，它似乎在等待合適的時刻揭示自己。”據篠田說，多年來，粉絲一直要求製作包含已故主唱查斯特·班寧頓聲音的歌曲。並表示“Lost”將是《天空之城—美特拉》20週年紀念版中包含班寧頓聲音的更多未發行曲目之一。
同樣是死後發表，這首歌與台灣歌手黃鴻升的《地球上最無聊的下午》不同，它並非使用拼接手法，而是早已完成錄製。

## 編曲
這首歌融合了新金屬和電子元素，其音樂風格與 "Breaking the Habit" 和 "Numb" 相似。

## 音樂錄影帶
聯合公園於2023年2月10日推出了一部受動漫啟發的AI生成的音樂錄影帶，以歌曲為基礎。影片中包含了從《我們的出口》演出、《天空之城—美特拉》製作過程紀錄片、《New Divide》、《Somewhere I Belong》以及《Breaking The Habit》音樂錄影帶的片段，還有Maciej Kuciara和pplpleasr的動畫《White Rabbit》。該音樂錄影帶由製片人和動畫師Maciej Kuciara和pplpleasr合作完成。

## 榜單
| Chart (2023)                                | Peak position |
| ------------------------------------------- | ------------- |
| Australia (ARIA)                            | 49            |
| 奥地利（Ö3四十强单曲榜）                    | 9             |
| Canada (Canadian Hot 100)                   | 28            |
| 加拿大（《告示牌》Canada Rock）             | 1             |
| 捷克（電台百強單曲榜）                      | 46            |
| 捷克（百強數位單曲榜）                      | 17            |
| France (SNEP)                               | 143           |
| Finland (Suomen virallinen lista)           | 24            |
| 德国（德國官方單曲榜）                      | 5             |
| Global 200 (Billboard)                      | 18            |
| Greece International (IFPI)                 | 21            |
| 匈牙利（四十強單曲榜）                      | 4             |
| 匈牙利（四十強串流榜）                      | 30            |
| Ireland (IRMA)                              | 51            |
| Japan Hot Overseas (Billboard Japan)        | 20            |
| Lithuania (AGATA)                           | 33            |
| Luxembourg (Billboard)                      | 15            |
| 荷兰（荷蘭四十強單曲榜）                    | 37            |
| 荷兰（百强单曲榜）                          | 98            |
| New Zealand Hot Singles (RMNZ)              | 2             |
| 葡萄牙（葡萄牙唱片業協會单曲榜）            | 59            |
| 俄罗斯（Tophit俄罗斯电台榜）                | 91            |
| 斯洛伐克（百強數位單曲榜）                  | 43            |
| Sweden Heatseeker (Sverigetopplistan)       | 7             |
| 瑞士（瑞士热门音乐榜）                      | 16            |
| 英國（官方榜单公司單曲榜）                  | 18            |
| 英國（官方榜单公司搖滾榜）                  | 1             |
| 美国（《告示牌》百大單曲榜）                | 38            |
| US Hot Rock & Alternative Songs (Billboard) | 4             |
| 美國（《告示牌》Rock Airplay）              | 1             |

## 發行歷史
| Region  | Date          | Format                       | Label  | Ref.          |
| ------- | ------------- | ---------------------------- | ------ | ------------- |
| Various | 2023年2月10日 | Digital download streaming   | Warner | [ 4 ]         |
| 義大利  | 2023年2月10日 | Radio airplay                | Warner | [ 40 ]        |
| 美國    | 2023年2月14日 | Alternative radio rock radio | Warner | [ 41 ] [ 42 ] |